# Alias María
Alias María é um filme de drama colombiano de 2015 dirigido por José Luis Rugeles Gracia e escrito por Diego Vivanco. Foi selecionado como representante de seu país ao Oscar de melhor filme estrangeiro em 2017.

## Elenco
- Carlos Clavijo - Mauricio
- Anderson Gomez - Byron
- Carmenza González - Esposa
- Lola Lagos - Diana
- Julio Pachón - Medico
- Erik Ruiz - Yuldor
- Karen Torres - Maria
- Fabio Velazco - Comandante